# Hirticlytus
Hirticlytus is een kevergeslacht uit de familie van de boktorren (Cerambycidae). De wetenschappelijke naam van het geslacht werd voor het eerst geldig gepubliceerd in 1960 door Ohbayashi.

## Soorten
Hirticlytus omvat de volgende soorten:
- Hirticlytus apistus Holzschuh, 2009
- Hirticlytus comosus (Matsushita, 1941)